# スピードに命を賭ける男
『スピードに命を賭ける男』（The Racers）は1955年のアメリカ合衆国の映画。ヘンリー・ハサウェイ監督の作品で、出演はカーク・ダグラスなど。

## ストーリー
ジーノはナポリで開かれる自動車レースに参加する。ジーノは最初のレースで犬をよけようとして車を壊してしまうが、犬の飼い主であるバレエ・ダンサーのニコールからカジノで儲けた金を贈られ、新しい車を手に入れることができた。
ジーノはこの新しい車でライバルのデッローロに勝利し、デッローロの雇い主である自動車工場のオーナー・マリオから補欠選手として雇われる。各地のレースに参加した後、ジーノはある大会で車を壊してしまったうえ、骨折するが、努力の末に一流レーサーとなる。
ナポリのレースに参加したカルロスの引退レースで、ジーノは1位になるためカルロスを妨害したが、1位の座はミシェルという別の選手にとられてしまう。その結果、カルロスをはじめとするほかの選手やニコールとの関係が悪化し、ジーノ自身も不調に陥る。彼はニコールとの改善を修復しようとするが、ミシェルを愛してると言われてしまう。
ジーノは、イタリアで開かれるカーレースに参加し、ミシェルらと再び顔を合わせる。一方、ニコールもジーノの相棒のピエロを通じて彼の近況を聞き、レースを見に来る。
ラストまであと5周、デッローロの車が転覆し、ジーノが助けに行く。

## キャスト
※括弧内は日本語吹替（初回放送1968年12月21日『土曜映画劇場』）
- ジーノ：カーク・ダグラス（宮部昭夫）
- ニコール：ベラ・ダルヴィ（二階堂有希子）
- デッローロ：ギルバート・ローランド（仁内達之）
- カルロス：シーザー・ロメロ（高塔正康）
- マレット：リー・J・コッブ（富田耕吉）

## スタッフ
- 監督：ヘンリー・ハサウェイ
- 製作：ジュリアン・ブロースタイン
- 原作：ハンス・リューシュ
- 脚本：チャールズ・カウフマン
- 撮影：ジョー・マクドナルド
- 編集：ジェームズ・B・クラーク
- 音楽：アレックス・ノース